# Tropisternus orvus
Tropisternus orvus är en skalbaggsart som beskrevs av John Henry Leech 1945. Tropisternus orvus ingår i släktet Tropisternus och familjen palpbaggar. Inga underarter finns listade i Catalogue of Life.